# صالح الجميعي
صالح الجميعي (مواليد 1939) هو فنان تشكيلي ورسام عراقي  ولد في محافظة واسط ، اشتهر بأعماله التي تستكشف فكرة المسارات التي خلفها التراث القديم.

## حياته
وُلد صالح الجميعي بمدينة الصويرة عام 1939 في محافظة واسط، أكمل دراسته الابتدائية والثانوية فيها، تخرج من معهد الفنون الجميلة في بغداد بدرجة شرف عام 1962، وكان من ضمن أساتذته حافظ الدروبي وجواد سليم، اقام اول معرض شخصي له على قاعة مركز الدراسات البريطانية في بغداد عام 1964، أسس مع فنانين اخرين مثل سالم الدباغ وعلي طالب وطالب مكي ونداء كاظم وفائق حسين جماعة أطلقوا عليها اسم "جماعة المجددين" بعد فترة قصيرة من تخرجهم عام 1965، رشح من قبل وزارة التربية لزمالة أصدقاء الشرق الأوسط الفنية لدراسة الفن في كلية كاليفورنيا للفنون والحرف في مدينة أوكلاند في ولاية كاليفورنيا والتي استمرت لثلاث سنوات، عمل كمدرس ومصمم ورسام في وزارة التخطيط في الجهاز المركزي للإحصاء، أسّس مع فنانين عراقيين آخرين مثل ضياء العزاوي ورافع الناصري وإسماعيل فتاح ومحمد مهر الدين وهاشم السمرجي "جماعة نحو رؤيا جديدة" عام 1969، في عام 1979 ترك العراق لأسباب خاصة، وسافر للاستقرار هو وعائلته في الولايات المتحدة في مدينة الميدا في ولاية كاليفورنيا عام 1981.

## عضوية
- عضو في جمعية الفنانين العراقيين.
- عضو في جماعة المجددين.
- عضو في جماعة نحو الرؤيا الجديدة.